# 苏杰
苏杰（1915年7月—2014年7月6日），陕西省绥德县人，中华人民共和国政治人物。

## 生平
早年参加革命运动。1938年4月，任山东省蒙阴县委书记。1946年7月，任旅大地委组织部部长。1948年10月，任沈阳铁路管理局政治部主任。1949年后，任齐齐哈尔铁路管理局党委书记、代理局长，哈尔滨铁路管理局副局长，沈阳铁路局局长。1959年，任辽宁省委交通工作部部长兼沈阳铁路局党委书记。1960年，任中华人民共和国铁道部副部长，1961年兼任东北铁路总局局长。2014年去世。